# Trudowoi (Kaliningrad)
Trudowoi (russisch Трудовой, deutsch Steinfeld) ist ein Ort in der russischen Oblast Kaliningrad. Er gehört zur kommunalen Selbstverwaltungseinheit Stadtkreis Polessk im Rajon Polessk.

## Geographische Lage
Trudowoi liegt vier Kilometer westlich der Stadt Polessk (Labiau) an der Kommunalstraße 27K-393 von Turgenewo (Groß Legitten) über Druschnoje (Rüdlauken/Rothöfen) nach Saliwino (Labagienen/Haffwinkel) an der Küste des Kurischen Haffs. Die nächste Bahnstation ist der Stadtbahnhof in Polessk an der Bahnstrecke Kaliningrad–Sowetsk (Königsberg–Tilsit).

## Geschichte
Das damals sehr kleine Gutsdorf Steinfeld wurde im Jahre 1874 in den neu errichteten Amtsbezirk Reikeninken (1938–1945 „Amtsbezirk Reiken“, heute russisch: Podsobny) eingegliedert, der bis 1945 zum Kreis Labiau im Regierungsbezirk Königsberg in der preußischen Provinz Ostpreußen gehörte. Steinfeld zählte im Jahre 1910 36 Einwohner.
Am 30. September 1928 schloss sich Steinfeld mit den Gutsbezirken Rüdlauken (heute russisch: Druschnoje) und Waldhausen (russisch auch: Druschnoje) zur neuen Landgemeinde Rüdlauken zusammen, die 1938 in Rothöfen umbenannt wurde.
Im Jahre 1945 kam Steinfeld in Kriegsfolge mit dem nördlichen Ostpreußen zur Sowjetunion. Im Jahr 1950 wurde der Ort in Trudewoi umbenannt und gleichzeitig dem Dorfsowjet Mordowski selski Sowet, dem späteren Tjuleninski selski Sowet, im Rajon Polessk zugeordnet. Von 2008 bis 2016 gehörte Trudewoi zur Landgemeinde Turgenewskoje selskoje posselenije und seither zum Stadtkreis Polessk.

## Kirche
Mit seiner überwiegend evangelischen Bevölkerung war Steinfeld bis 1945 in das Kirchspiel der Stadtkirche Labiau eingepfarrt. Sie gehörte zum Kirchenkreis Labiau in der Kirchenprovinz Ostpreußen der Kirche der Altpreußischen Union. Seit den 1990er Jahren gbit es in Polessk (Labiau) wieder eine evangelisch-lutherische Gemeinde, in deren Einzugsbereich Trudowoi jetzt auch liegt. Sie gehört zur Propstei Kaliningrad der Evangelisch-lutherischen Kirche Europäisches Russland.